# Javorje, Črna na Koroškem
Javorje este o localitate din comuna Črna na Koroškem, Slovenia, cu o populație de 168 de locuitori.